# My Dear F***ing Prince (film)
Cet article concerne le film de Matthew Lopez. Pour le roman dont il est adapté, voir My Dear F***ing Prince (roman).
Pour plus de détails, voir Fiche technique et Distribution.
My Dear F***ing Prince, ou Bleu royal, blanc et rouge au Québec, (Red, White & Royal Blue) est une comédie romantique américaine réalisée par Matthew López et sortie en 2023 sur le site de streaming Prime Video.
Il s'agit d'une adaptation du roman du même titre de Casey McQuiston, édité en 2019.
Le film suit Alex Claremont-Diaz qui est le fils de la première femme présidente des États-Unis. Alors que sa mère se prépare pour les prochaines élections, Alex provoque un accident avec le prince Henry d'Angleterre lors du mariage du frère de ce dernier. Afin d'éviter que cet accident ne détourne l'attention de la campagne de réélection de sa mère, les deux garçons qui sont pourtant concurrents depuis toujours, sont obligés de faire semblant d'être amis. Néanmoins, à force de se fréquenter et d'échanger, les deux jeunes hommes vont doucement tomber amoureux.

## Synopsis
Alex Claremont-Diaz est le fils de la première femme présidente des États-Unis, Ellen Claremont. Alors que sa mère se prépare pour les prochaines élections, Alex provoque un accident avec le prince Henry d'Angleterre lors du mariage du frère de ce dernier, le prince Philippe. Afin d'éviter que cet accident détourne l'attention de la campagne de réélection d’Ellen et envenime les relations américano-britanniques, les deux garçons sont obligés de faire semblant d'être amis. Le problème est que les garçons sont comparés l'un à l'autre depuis quelques années et ont donc développé une animosité entre eux sans vraiment savoir pourquoi.
Quelques jours après l'incident, Alex se rend à Londres pour une série d'interviews et une visite caritative. Les retrouvailles entre les deux jeunes hommes sont dans un premier temps glaciales jusqu'à la visite d'un hôpital pour enfants malades où Henry se rend souvent en tant que parrain. Des coups de feu sont entendus et Amy, la garde du corps d'Alex, les pousse dans un placard. Les deux jeunes hommes sont alors forcés de discuter et Alex avoue à Henry qu'il ne l'aime pas en raison de leur première rencontre, lors d'une conférence pour le climat à Melbourne, où ce dernier l'avait snobé. Henry s'excuse en révélant qu'il venait alors de perdre son père et qu'il avait été forcé de se rendre à cette conférence par devoir envers la Couronne. En partant, Alex invite Henry à sa fête du Nouvel An.
Peu de temps après, les deux jeunes hommes commencent à entretenir une relation par SMS et par mail, avec beaucoup d'humour et de taquinerie. Ils apprennent ainsi à mieux se connaître. Le jour de la fête, Henry arrive avec son meilleur ami Pez, un jeune homme qui a créé de nombreuses associations caritatives, qu'Alex présente à Nora, sa meilleure amie, sa confidente et accessoirement la petite-fille de Mike Holleran, le vice-président. Les jeunes gens font la fête jusqu'à minuit, où Alex embrasse deux jeunes femmes sous le nez d'Henry qui s'éclipse de la fête. Alex le retrouve dehors et Henry lui avoue qu'il aimerait parfois être un anonyme et qu'il ne peut pas vivre d'histoire amour. Devant l'incompréhension d'Alex, il finit par l'embrasser puis s'échappe de la soirée et refuse de communiquer avec Alex les jours suivants.
Démuni, Alex confie cet incident à Nora qui lui fait comprendre que malgré ses conquêtes féminines médiatisées, Henry est gay et que lui-même est probablement bisexuel. Leur attraction serait même la base de l'animosité qu'ils éprouvent l'un envers l'autre depuis de nombreuses années. Pour le plus grand plaisir d'Alex, Henry est forcé de se rendre à Washington lors d'un dîner de gala entre sa mère et la première ministre britannique. Il s'arrange avec Amy pour discuter seul à seul avec Henry. Alors que ce dernier commence par s'excuser, Alex l'embrasse passionnément jusqu'à ce qu'ils soient surpris par Amy. Ils retournent à la soirée, font bonne impression, et Alex donne rendez-vous à Henry pour une rencontre plus discrète dans sa chambre. Ravis d'avoir enfin pu exprimer leurs pulsions, les deux jeunes hommes décident de continuer cette relation d'amis-amants.
Lors des mois suivants, Alex va encourager Henry lors d'un match de polo et les deux se retrouvent ensuite à Paris où ils font l'amour pour la première fois. Henry refuse cependant qu'ils s'affichent en public de manière plus visible car il lui est interdit, en tant que prince, de sortir avec un homme. Les deux jeunes hommes s'échangent également de nombreux mails dans lesquels ils parlent de leurs envies et de leur relation.
Très investi en politique, Alex se voit confier par sa mère la direction de sa campagne au Texas, état dont ils sont originaires mais qu'elle a perdu lors des premières élections en raison du grand pourcentage de républicains texans. Le jeune homme se donne alors à fond avec le discret soutien d'Henry. Lors de la soirée de ré-investiture de sa mère comme candidate au parti démocrate, Alex voit Henry débarquer pour son plus grand plaisir, ce qui n'échappe pas aux yeux de Miguel Ramos, un journaliste gay et ancien amant d'Alex, que ce dernier a quitté car il lui a causé du tort. Le lendemain matin, ils sont surpris au lit par Zahra, la déléguée de campagne d'Ellen. Il lui avoue que les services secrets sont au courant tout comme Nora, Pez et Béatrice, la petite sœur d'Henry. Furieuse des risques qu'Alex a pris, elle renvoie le prince chez lui.
Alex fait alors son coming-out bisexuel à ses parents. Sa mère lui apporte son soutien mais lui suggère d'être persuadé que son amour pour Henry est sincère et durable avant de faire une quelconque annonce. Oscar Diaz, son père, qui est Mexicain et le sénateur de la Californie, invite Henry à passer quelques jours au Texas en compagnie de Nora et Pez. Il encourage son fils dans la relation en lui rappelant les complications de la relation que lui et sa mère ont vécues en raison de ses origines mexicaines et d'un certain racisme assez présent au Texas. Alex finit par avouer ses sentiments à Henry mais ce dernier, terrifié, préfère s'enfuir au petit matin et ignore à nouveau les appels d'Alex malgré l'insistance de Béatrice, qui ne comprend par pourquoi il agit ainsi. Sur les conseils de Nora, Alex se rend à Londres et supplie Henry de lui donner des explications. Réticent au début, Henry finit également par lui avouer son amour en lui disant qu'il lui a donné le courage pour s'affirmer auprès de sa famille, et surtout auprès de Philippe et du Roi James, leur grand-père.
À l'aérodrome, comme preuve de son amour, Henry donne à Alex sa chevalière tandis qu'Alex lui confie la clé de sa maison de famille au Texas. Mais le lendemain, Béatrice apprend à Henry que tous leurs mails ont été piratés et sont disponibles sur des sites people. Les communications sont désormais interdites entre les deux hommes. Alex comprend que c'est Miguel qui a dévoilé ces mails et fait un discours médiatisé dans lequel il avoue son amour pour Henry, mais déplore la révélation de leur vie privée, et qu'ils auraient aimé faire cette annonce de leur propre chef. Zahra le félicite pour son discours et, ne supportant pas ses inquiétudes concernant Henry, décide de détourner le protocole. Avouant qu'elle entretient une relation avec Shaan, l'écuyer du prince Henry, elle leur permet de se parler au téléphone. Alex se rend immédiatement à Londres, où les deux hommes, avec le soutien de Béatrice, font face au prince Philippe et au roi James. Ce dernier, qui a lu les mails, comprend que leur amour est sincère, mais impossible en raison de son rang et du fait que le peuple ne le soutiendra pas. Mais Béatrice aperçoit une foule considérable devant le palais de Buckingham : de nombreux rassemblements ont lieu un peu partout pour soutenir les deux amoureux. Henry avoue une nouvelle fois son amour à Alex, et ils sortent sur le balcon pour s'afficher en tant que couple.
Quelques mois plus tard, lors des élections, les votes sont serrés, entre Ellen et son adversaire républicain, Jeffrey Richards, mais Ellen finit par remporter le dernier état, le Texas, probablement grâce au travail qu'a effectué Alex là-bas. Victorieuse, Ellen apparaît devant les caméras avec son mari, leur fils Alex et Henry, qui se tiennent la main pendant le discours d'investiture. Une fois la fête terminée, Alex emmène Henry visiter sa maison familiale.

## Fiche technique
Sauf indication contraire, les informations mentionnées dans cette section peuvent être confirmées par les bases de données cinématographiques IMDb et Allociné,  présentes dans la section « Liens externes ».
- Titre original : Red, White & Royal Blue
- Titre français européen : My Dear F***ing Prince
- Titre québécois : Bleu Royal, Blanc et Rouge[1]
- Réalisation : Matthew López
- Scénario : Matthew López et Ted Malawer, d'après le roman My Dear F***ing Prince de Casey McQuiston
- Musique : Drum & Lace
- Direction artistique : Heather Noble
- Décors : Miren Marañón
- Costumes : Keith Madden
- Photographie : Stephen Goldblatt
- Montage : Kristina Hetherington et Nick Moore
- Production : Greg Berlanti et Sarah Schechter (en)
- Production déléguée : Michael S. Constable, Matthew López, Michael Riley McGrath et Casey McQuiston
- Sociétés de production : Amazon Studios et Berlanti-Schechter Films
- Société de distribution : Amazon Studios (via Prime Video)
- Pays de production :  États-Unis
- Langues originales : Anglais
- Format : couleur - 1.78:1 - son Dolby Atmos
- Genre : comédie romantique
- Durée : 121 minutes
- Dates de sortie :
  - Royaume-Uni : 22 juillet 2023 (première mondiale à Londres)[2]
  - Monde : 11 août 2023 (sur Prime Video)
- Classification :
  - États-Unis : interdit aux moins de 17 ans (R – Restricted)

## Distribution
- Taylor Zakhar Perez (VF : Julien Bouanich ; VQ : Nicolas Centeno Benoît) : Alex Claremont-Diaz
- Nicholas Galitzine (VF : Martin Faliu ; VQ : Éric Paulhus) : le prince Henry
- Clifton Collins Jr. (VF : Jean-François Aupied ; VQ : Yves Soutière) : Oscar Diaz
- Sarah Shahi (VF : Julie Dumas ; VQ : Sofia Blondin) : Zahra Bankston
- Rachel Hilson (VF : Justine Berger ; VQ : Florence Blain Mbaye) : Nora Holleran
- Stephen Fry (VF : Michel Elias ; VQ : Denis Mercier) : le roi James III
- Uma Thurman (VF : Juliette Degenne ; VQ : Nathalie Coupal) : Ellen Claremont
- Ellie Bamber (VF : Delphine Rivière) : la princesse Beatrice
- Thomas Flynn (VF : Valéry Schatz) : le prince Philippe
- Malcolm Atobrah (VF : Xavier Thiam) : Percy « Pez » Okonjo
- Akshay Khanna : Shaan Srivastava
- Sharon D. Clarke : la Première ministre du Royaume-Uni
- Aneesh Sheth (VF : Emmanuelle Rivière) : Amy Gupta
- Juan Castano (VF : Emmanuel Garijo ; VQ : Juan Arango) : Miguel Ramos
- Donald Sage MacKay (VF : Franck Vincent) : Jeffrey Richards
- Rachel Maddow (VF : Claire Guyot ; VQ : Isabelle Leyrolles) : elle-même
- Joy Reid (en) (VF : Déborah Claude) : elle-même
- Casey McQuiston : la rédactrice de discours de la présidente (caméo)

 Source et légende : version française (VF) sur RS Doublage

## Production

### Développement
En avril 2019, il est dévoilé que Amazon Studios aurait gagné une enchère pour obtenir les droits d'adaptation du roman My Dear F***ing Prince de Casey McQuiston. Greg Berlanti rejoint alors le projet afin de produire le film. En octobre 2021, Matthew López afin de réaliser le film et de le co-écrire avec Ted Malawer. Il s'agit du premier long-métrage réalisé par López.

### Distribution des rôles
En juin 2022, il est annoncé que Taylor Zakhar Perez et Nicholas Galitzine interpréteront les deux héros, Alex Claremont-Diaz et le prince Henry, respectivement. Parallèlement, Uma Thurman signe pour le rôle d'Ellen Claremont.
En fin de mois, Clifton Collins Jr., Stephen Fry, Sarah Shahi, Rachel Hilson, Ellie Bamber, Aneesh Sheth, Ahmed Elhaj et Akshaye Khanna sont tous annoncés à la distribution. En juillet 2022, ils sont rejoints par Sharon D. Clarke, Malcolm Atobrah et Thomas Flynn. Polo Morín a également rejoint la film pour le rôle de Rafael Luna, néanmoins, ses scènes ne figurent pas dans le montage final du film.

### Tournage
Le tournage débute à Londres au Royaume-Uni en juin 2022 et se termine en août 2022.

## Sortie
Le film est sorti le 11 août 2023 sur le service Prime Video.
L'avant-première mondiale du film s'est déroulée le 22 juillet 2023 au cinéma BFI IMAX à Londres. À la suite de la grève SAG-AFTRA 2023, aucun acteur n'était présent lors de l'avant-première. Le réalisateur Matthew López était le seul membre de l'équipe présent. López est à la fois membre de la Directors Guild of America, qui n'était pas en grève, et de la Writers Guild of America, qui était elle également en grève depuis le mois de mai 2023 au moment de l'avant-première. Le réalisateur n'a donc pas participé au tapis rouge, ni donné d'interview en dehors d'une déclaration en rapport avec la grève.

## Accueil

### Critique
Aux États-Unis, le film reçoit un accueil positif de la part des critiques. Sur le site agrégateur de critiques Rotten Tomatoes, il obtient un score de 75 % de critiques positives, avec une note moyenne de 6,40/10 sur la base de 91 critiques positives et 30 négatives, lui permettant d'obtenir le label « Frais », le certificat de qualité du site.
Le consensus critique établi par le site résume que le film est « amusant et attachant, c'est une comédie romantique joyeusement classique qui embrasse l'inclusion sans tomber dans les stéréotypes ». Sur un autre site agrégateur de critiques, Metacritic, le film obtient un score positif de 62/100 sur la base de 25 critiques collectées.